# Herce
Herce tỉnh và cộng đồng tự trị La Rioja, phía bắc Tây Ban Nha. Đô thị này có diện tích là 17,21 ki-lô-mét vuông, dân số năm 2009 là 370 người với mật độ 21,15 người/km². Đô thị này có cự ly 7 km so với Logroño.